# Wandsworth Bridge
Wandsworth Bridge je konzolový silniční most spojující Battersea v londýnské části Wandsworth a Fulham v části Hammersmith and Fulham.
Původní most na tomto místě byl postaven v letech 1870–1873. Tehdejší stavba vznikla díky úsilí inženýra Juliana Tolmieho. Výstavba stála 40 000 liber. Most byl příhradový; měl dřevěnou mostovku a pět hlavních mostních polí s délkami 34,6 m, 3 × 40,6 m a 34,6 m. Šest bočních polí ze severní strany mělo délku 6 m a cihlový oblouk na jižní straně měl délku 9 m. Jeho šířka činila 9,1 m. Do doby, než most koupila Metropolitan Board of Works v roce 1880 bylo na mostě vybírané mýtné.
Kvůli narůstajícímu objemu silničního provozu bylo v 30. letech 20. století rozhodnuto o stavbě nového mostu. Dne 24. května 1937 byl starý most uzavřen pro silniční provoz (otevřený zůstal pouze pro chodce) a po dokončení dočasné lávky vedle starého mostu dne 11. června 1937 byl starý most uzavřen zcela. Po zboření starého mostu byla v roce 1937 započata výstavba nového. Most byl dokončen o tři roky později a otevřen dne 25. září 1940. Hlavním inženýrem se stal Sir Thomas Peirson Frank, výstavbu mostu financovala společnost Holloway Brothers. Výstavba mostu stála 503 tisíc liber. Celková délka mostu činí 197 m a šířka 18 m; z toho vozovka má šířku 12 m a chodníky po jejích stranách 3 m. Most má tři pole; hlavní má délku 91 a boční mají délku 53 m. Výška mostu nad hladinou Temže při nízkém přílivu je 11,9 m.